# Lõpemetsa
Lõpemetsa – wieś w Estonii, prowincji Rapla, w gminie Raikküla.